# Abducted
Abducted – czwarty album studyjny szwedzkiej grupy muzycznej Hypocrisy. Płyta została wydana 13 lutego 1996 nakładem wytwórni muzycznej Nuclear Blast. Album był promowany teledyskiem do utworu "Roswell 47".

## Lista utworów
Źródło.
| Nr  | Tytuł utworu                         | Autorzy                  | Długość |
| --- | ------------------------------------ | ------------------------ | ------- |
| 1.  | „The Gathering”                      | Tägtgren                 | 1:09    |
| 2.  | „Roswell 47”                         | Hedlund, Tägtgren        | 3:56    |
| 3.  | „Killing Art”                        | Hedlund, Szoke, Tägtgren | 2:55    |
| 4.  | „The Arrival of the Demons (part 2)” | Tägtgren                 | 3:17    |
| 5.  | „Buried”                             | Tägtgren                 | 3:11    |
| 6.  | „Abducted”                           | Szoke, Tägtgren          | 2:50    |
| 7.  | „Paradox”                            | Tägtgren                 | 4:32    |
| 8.  | „Point of No Return”                 | Hedlund, Szoke, Tägtgren | 3:54    |
| 9.  | „When the Candle Fades”              | Tägtgren                 | 5:30    |
| 10. | „Carved Up”                          | Tägtgren                 | 3:28    |
| 11. | „Reflection”                         | Hedlund, Tägtgren        | 2:37    |
| 12. | „Slippin’ Away”                      | Tägtgren                 | 5:13    |
| 13. | „Drained”                            | Tägtgren                 | 4:28    |
|     |                                      |                          | 47:00   |

| Edycja japońska | Edycja japońska                      | Edycja japońska |
| Nr              | Tytuł utworu                         | Długość         |
| --------------- | ------------------------------------ | --------------- |
| 1.              | „The Gathering”                      | 1:09            |
| 2.              | „Roswell 47”                         | 3:56            |
| 3.              | „Killing Art”                        | 2:55            |
| 4.              | „The Arrival of the Demons (part 2)” | 3:17            |
| 5.              | „Buried”                             | 3:11            |
| 6.              | „Abducted”                           | 2:50            |
| 7.              | „Paradox”                            | 4:32            |
| 8.              | „Point of No Return”                 | 3:54            |
| 9.              | „When the Candle Fades”              | 5:30            |
| 10.             | „Carved Up”                          | 3:28            |
| 11.             | „Reflection”                         | 2:37            |
| 12.             | „Slippin’ Away”                      | 5:13            |
| 13.             | „Drained”                            | 4:28            |
| 14.             | „Request Denied”                     |                 |
| 15.             | „Strange Ways” (cover Kiss cover)    |                 |
|                 |                                      | 47:00           |

| Digipak | Digipak                              | Digipak |
| Nr      | Tytuł utworu                         | Długość |
| ------- | ------------------------------------ | ------- |
| 1.      | „The Gathering”                      | 1:09    |
| 2.      | „Roswell 47”                         | 3:56    |
| 3.      | „Killing Art”                        | 2:55    |
| 4.      | „The Arrival of the Demons (part 2)” | 3:17    |
| 5.      | „Buried”                             | 3:11    |
| 6.      | „Abducted”                           | 2:50    |
| 7.      | „Paradox”                            | 4:32    |
| 8.      | „Point of No Return”                 | 3:54    |
| 9.      | „When the Candle Fades”              | 5:30    |
| 10.     | „Carved Up”                          | 3:28    |
| 11.     | „Reflection”                         | 2:37    |
| 12.     | „Slippin’ Away”                      | 5:13    |
| 13.     | „Drained”                            | 4:28    |
| 14.     | „Fractured Millennium”               | 5:28    |
| 15.     | „Legions Descend”                    | 4:07    |
| 16.     | „Fire in the Sky”                    | 5:13    |
| 17.     | „Elastic Inverted Visions”           | 5:47    |
|         |                                      | 1:07:35 |